# Segundo García García
Segundo García García (Vegapujín, Murias de Paredes, provincia de León, 13 de mayo de 1874 - León, 27 de junio de 1931) fue un militar español que de soldado llegó al rango de General de Brigada. 

## Biografía
En 1898, estando destacado en Filipinas como sargento y dando escolta a un numeroso convoy compuesto en su mayoría por civiles y heridos que se dirigían a Manila, en el trayecto fueron atacados por un numeroso contingente de rebeldes tagalos, a los que hizo frente solo con lod cuatro soldados a sus órdenes. Con esta notoria desproporción de fuerzas y tan escasos recursos militares, consiguió rechazar a los numerosos rebeldes filipinos gracias a la determinación y el acierto de su actuación, causando importantes bajas al enemigo, sufriendo él mismo varias heridas y solo la pérdida de un soldado. Por esta valerosa acción fue condecorado con la Cruz Laureada de San Fernando, máxima condecoración militar en España, convirtiéndose a la vez en Caballero cubierto ante el Rey, lo que significa que no debe hacer saludo militar al Rey (¿Referencia?). 
En la carrera militar española, se estudia a Segundo García, como personaje de gran relevancia en la historia del ejército español, por su proeza en Filipinas, debido a su capacidad estratega e inteligencia. En el argot militar, se denomina desde entonces a la táctica Garcia y/o el efecto Garcia a todas aquellas estrategias donde con muy pocos recursos y aplicando mucha inteligencia, se consigue derrocar al enemigo sin pérdidas y siempre con una gran desproporción de soldados y efectivos (todo este párrafo es ridículo, en cincuenta años de vida militar, con numerosos destinos y múltiples y variadas lecturas jamás he oído nada de eso. Se necesitan referencias sólidas para mantener este párrafo)
En 1926, siendo coronel, fue condenado por participar en el intento de golpe de Estado  para derrocar la Dictadura de Primo de Rivera, más conocida como «la Sanjuanada». Finalizado el periodo dictatorial, en 1930 fue amnistiado, rehabilitado y reconocidos todos sus derechos civiles y militares y posteriormente ascendido a General de Brigada (referencia necesaria).
Entre sus descendientes más importantes, cabe destacar a los «hermanos García» (conocidos así en los círculos empresariales), Raúl Carlos García González (1974) y Jorge García González (1982), directivos de reconocido prestigio del sector industrial y asegurador, respectivamente, hijos de Sixto Raúl y María de los Ángeles (sus hermanas son S. María, Marian y Déborah García González).